# Jaški mirovni sporazum
Jaški mirovni sporazum, podpisan v Iașiju v zgodovinski regiji Moldaviji (zdaj v Romuniji), je bi sporazum med Ruskim imperijem in Osmanskim cesarstvom, s katerim se je končala rusko-turška vojna 1787–1792 in potrdila vse večja prevlada Rusije v Črnem morju.
Sporazum sta 9. januarja 1792 (po julijanskem koledarju 29. decembra 1791) podpisala veliki vezir Kodža Jusuf Paša in knez Aleksander Andrejevič Bezborodko, ki je nasledil umrlega kneza Grigorija Potemkina na položaju vodje ruske delegacije. Jaški sporazum je uradno priznal priključitev Krimskega kanata k Ruskemu imperiju, dogovorjeno s Kučukkajnarškim sporazumom iz leta 1774, in priključitev Jedisana, ozemlja med rekama Dnester in Bug. Uradna rusko-turška meja v Evropi je postala reka Dnester. Azijska meja na reki Kuban je ostala nespremenjena.
Na podpis miru je močno vplival napad ruskega vojskovodje Aleksandra Vasiljeviča Suvorova-Rimnikskega na osmansko trdnjavo Izmail.